# Abdysz-Ata-99 Kant
Abdysz-Ata-99 Kant (kirg. Футбол клубу «Абдыш-Ата-99» Кант) – kirgiski klub piłkarski, mający siedzibę w mieście Kant, na północy kraju.

## Historia
Chronologia nazw:
- 2006: Abdysz-Ata-FSzM Kant (ros. «Абдыш-Ата-ФШМ» Кант)
- 2008: Abdysz-Ata-91 Kant (ros. «Абдыш-Ата-91» Кант)
- 2010: Abdysz-Ata-94 Kant (ros. «Абдыш-Ата-94» Кант)
- 2016: Abdysz-Ata-99 Kant (ros. «Абдыш-Ата-99» Кант)

Piłkarski klub Abdysz-Ata został założony w miejscowości Kant w roku 2000. W 2006 strukturze klubu powstała również Futbolowa Szkoła Młodzieży. W 2006 jako Abdysz-Ata-FSzM Kant startował w Pucharze Kirgistanu, a w 2006 zespół debiutował w Wyższej Lidze Kirgistanu, w której zajął 8.miejsce. W 2008 zmienił nazwę na Abdysz-Ata-91 Kant (tak jak składał się z piłkarzy 1991 roku urodzenia). W sezonie 2008 zajął ostatnie 9. miejsce, ale nie przystąpił do rozgrywek w następnym sezonie. W 2010 zawodnicy rocznika 1994 jako Abdysz-Ata-94 Kant występowały w Pucharze Kirgistanu. W 2016 Abdysz-Ata-99 Kant (rocznik 1999) znów grał w rozgrywkach pucharowych.

## Sukcesy

### Trofea międzynarodowe
Nie uczestniczył w rozgrywkach azjatyckich (stan na 31-12-2015).

### Trofea krajowe
| \| \| Zdobyte trofea w rozgrywkach Kirgistanu (stan na: 31-12-2015) \| |                                                               |      |            |
| Rozgrywki                                                              | Osiągnięcie                                                   | Razy | Sezon(y)   |
| Mistrzostwo                                                            | I miejsce                                                     | 0    |            |
| Mistrzostwo                                                            | II miejsce                                                    | 0    |            |
| Mistrzostwo                                                            | III miejsce                                                   | 0    |            |
| Mistrzostwo                                                            | 8.miejsce                                                     | 1    | 2007       |
| Puchar                                                                 | zdobywca                                                      | 0    |            |
| Puchar                                                                 | finalista                                                     | 0    |            |
| Puchar                                                                 | 1/8 finału                                                    | 2    | 2007, 2010 |
| II liga                                                                | I miejsce                                                     | ?    |            |
| II liga                                                                | II miejsce                                                    | ?    |            |
| II liga                                                                | III miejsce                                                   | ?    |            |
| Kirgistan                                                              | Zdobyte trofea w rozgrywkach Kirgistanu (stan na: 31-12-2015) |      |            |

## Stadion
Klub rozgrywa swoje mecze domowe na stadionie Sportkompleks Abdysz-Ata w Kant, który może pomieścić 3000 widzów.